# Ghost Mama
Ghost Mama (고스트 맘마?, Goseuteu mammaLR) è un film del 1996 scritto da Yeo Hye-young e diretto da Han Ji-seung.

## Trama
Ji-seok è felicemente sposato con In-ju e ha un bambino piccolo, Da-bin. In seguito a un incidente, In-ju tuttavia muore e Ji-seok cade in depressione. L'uomo medita anche di suicidarsi, ma all'improvviso il fantasma della moglie gli riappare davanti e lo consola.

## Distribuzione
In Corea del Sud la pellicola ha goduto di una distribuzione nazionale, a partire dal 21 dicembre 1996.